# 먼지아이
먼지아이는 2009년에 제작된 단편 영화이다.

## 줄거리
집안에서 먼지아이를 발견한 여자가 집안 청소를 통해 하나하나 치워간 이야기를 그린 단편 영화이다.

## 연출 의도
집안 청소를 하는 여자가 이런 저런 많은 생각을 하면서 근심 속으로 빠져드는 자신을 보면서 먼지를 닦아내는 모습을 그려낸 단편 영화이다.

## 수상 이력
- 2009년 8회 미쟝센 단편 영화제 심사위원 특별상
- 2009년 13회 부천국제판타스틱영화제 수상
- 2009년 13회 서울국제만화애니메이션페스티벌 일반단편 우수상
- 2009년 5회 인디애니페스트 독립보행상
- 2009년 10회 대구단편영화제 우수상
- 2009년 7회 아시아나국제단편영화제 애니메이션상